# William Blount
William Blount (Windsor, 1749. március 26. – Knoxville, 1800. március 21.) az Amerikai Egyesült Államok szenátora (Tennessee, 1796–1797).

## Élete
Tagja volt az észak-karolinai delegációnak az 1787. évi alkotmányos konventnél, és vezető szerepet játszott abban, hogy Észak-Karolina 1789-ben Fayetteville-ben ratifikálta az alkotmányt.
Később a Délnyugati Terület egyetlen kormányzójaként szolgált, és vezető szerepet játszott abban, hogy segítse a területet Tennessee államként való belépésében az Unióba. 1796-ban Tennessee első amerikai szenátorává választották.